# Diocèse d'Espinal
Le diocèse d'Espinal (en latin : Dioecesis Espinalensis ; en espagnol : Diócesis de El Espinal) est un diocèse de l'Église catholique en Colombie, suffragant de l'archidiocèse d'Ibagué.

## Territoire

Il comprend les municipalités d'Alpujarra, Ataco, Carmen de Apicalá, Chaparral, Coyaima, Cunday, Dolores, Espinal, Flandes, El Guamo, Icononzo, Melgar, Natagaima, Ortega, Planadas, Prado, Purificación, Rioblanco, Saldaña, San Antonio (excepté le district de Playarrica), San Luis (excepté le district de Payande), Suárez, Villarrica et le district de Gualanday dans la municipalité de Coello.
Il possède un territoire d'une superficie de 14 000 km2 divisé en 59 paroisses. Le siège épiscopal est dans la ville d'Espinal où se trouve la cathédrale Notre-Dame-du-Rosaire.

## Historique
Le diocèse est érigé le 18 mars 1957 par la constitution apostolique Qui supremum imperium du pape Pie XII en prenant une partie du territoire du diocèse d'Ibagué (aujourd'hui archidiocèse d'Ibagué).

## Évêques
- Jacinto Vásquez Ochoa (18 mars 1957 - 12 décembre 1974)
- Hernando Rojas Ramírez (12 décembre 1974 - 1er juillet 1985), nommé évêque de Neiva
- Alonso Arteaga Yepes (25 octobre 1985 - 30 octobre 1989)
- Abraham Escudero Montoya (30 avril 1990 - 2 février 2007), nommé évêque de Palmira
- Pablo Emiro Salas Anteliz (24 octobre 2007 - 18 août 2014), nommé évêque d'Armenia
- Orlando Roa Barbosa (30 mai 2015 - 29 mai 2020), nommé archevêque d'Ibagué
- Miguel Fernando González Mariño, depuis le 19 décembre 2020